# Шмаков, Игорь Игоревич
Игорь Игоревич Шмаков (9 сентября 1985, Липецк — 6 октября 2011, Мюнхен, Германия) — российский актёр театра и кино.

## Биография
Родился 9 сентября 1985 года в Липецке в семье Игоря Геннадьевича и Елены Ивановны Шмаковых.
В 2007 году окончил Высшее театральное училище имени Б. В. Щукина. Во время учёбы играл Ренцо в спектакле «Зелёная птичка» по одноимённой пьесе Карло Гоцци и слугу Жака в водевиле «Дядюшкина тайна» по пьесе Д. Т. Ленского. От роли Чацкого в спектакле «Горе от ума» по знаменитой пьесе А. С. Грибоедова принципиально отказался.
В студенческие годы снимался в эпизодических и второстепенных ролях.
После окончания училища был принят в труппу московского театра Сатиры. Первую роль сыграл в спектакле Ю. Шерлинга «Чёрная уздечка белой кобылицы». Успешно ввёлся на роль слуги Бароне в спектакле «Распутник» Э.-Э. Шмитта и многие другие спектакли репертуара. Последней работой на сцене стала роль Муаррона в спектакле по пьесе М. А. Булгакова «Мольер» («Кабала святош»).
Уже в 2008 году Игорь появился на экране в одной из основных ролей своего кино-репертуара — студента-медика Глеба Лобова (телесериал СТС «Я лечу»). Актёр сумел придать огромное обаяние своему герою, вопреки некоторым отрицательным чертам характера этого персонажа.
Сыграл главную роль сержанта Силантьева в историко-фантастическом фильме «Туман» (съёмки проходили в Крыму).
Ролью кремлёвского курсанта участвовал в картине Никиты Михалкова «Утомлённые солнцем 2. Предстояние».

### Болезнь
В начале 2010 года у Шмакова был обнаружен острый лейкоз. Организм хорошо поддавался консервативному лечению. Московские врачи добились устойчивой ремиссии. Но в конце года случился рецидив болезни. Требовалась срочная пересадка костного мозга. Поклонники со всей страны помогли собрать нужную сумму. Игорь Шмаков проходил сложнейшее лечение в Германии. В феврале 2011 года был найден донор на 100 % совместимый с его клетками. Весной состоялась трансплантация костного мозга. Однако, почти сразу, случился ранний рецидив. В онкогематологии такое случается — и шансы на выздоровление снижаются. Повторные пересадки костного мозга практикуются, но проходят очень тяжело. Игорь решился на вторую трансплантацию (уже от другого донора), которую перенести не смог.
Скончался на 27-м году жизни 6 октября 2011 года в Мюнхене.
Похоронен на Троекуровском кладбище в Москве.

## Семья
Супруга Елена и сын Иван.

## Театральные работы
- Липецкий Академический театр драмы имени Л. Н. Толстого (2001—2003): «Милые мои сёстры» (пожарный), «Финист — Ясный сокол» (зверь), «Принцесса на горошине» (принц Шварц), «Царевна Лягушка» (стрелец), «Шоу Мартовского зайца» (Болванщик), «Кабала Святош» (брат Верность), «Женитьба Бальзаминова» (вокалист народных сцен), «О странностях Любви» (сумасшедший).
- Театр имени Е. Б. Вахтангова (2004—2005): «Мадмуазель Нитуш» (офицер драгунского полка), Дипломные (2006—2007), «Зелёная птичка» (Ренцо), «Дядюшкина тайна» (слуга Жак).
- Московский театр Сатиры (2007—2010): «Чёрная уздечка» (житель Миражни), «Малыш и Карлосон» (Рулле), «Укрощение строптивой» (слуга), «Распутник» (Бароне), «Мольер» (Муаррон).

## Фильмография
- 2004 — На Верхней Масловке
- 2005 — Кулагин и партнёры
- 2007 — Он, она и я — курьер
- 2007 — Тридцатилетние
- 2007 — Морская душа
- 2007 — Закон и порядок: Преступный умысел 2 — Роман
- 2008 — Я лечу — Глеб Лобов
- 2008 — Адмиралъ — солдат
- 2008 — Братья-детективы — Руслан Пригожин
- 2009 — Висяки 2 — Дима Ермаков
- 2009 — Платина-2 — лейтенант Гордеев
- 2009 — Вернуть на доследование — Дима Ермаков
- 2010 — Утомлённые солнцем 2: Предстояние — курсант Гоша
- 2010 — Туман — сержант Пётр Силантьев «Патрон»
- 2010 — Бумеранг из прошлого — Роман
- 2011 — Робинзон